# مونتي بلو
مونتي بلو (بالإنجليزية: Monte Blue)‏ مواليد 11 يناير 1887 في إنديانابوليس، الولايات المتحدة - الوفاة 18 فبراير 1963 في ميلواكي، الولايات المتحدة، هو ممثل أمريكي بدأ مسيرته الفنية سنة 1915. امتدت مسيرته الفنية لأكثر من 45 عاما. درس في جامعة بيردو.

## الأعمال
- ولادة أمة
- ظلال بيضاء في البحار الجنوبية
- كي لارغو

## روابط خارجية
- مونتي بلو على موقع IMDb (الإنجليزية)
- مونتي بلو على موقع أول موفي (الإنجليزية)
- مونتي بلو على موقع قاعدة بيانات الأفلام السويدية (السويدية)
- مونتي بلو على موقع إن إن دي بي (الإنجليزية)
- مونتي بلو على موقع قاعدة بيانات الفيلم (الإنجليزية)